# Astan-e Qods-e Razavi

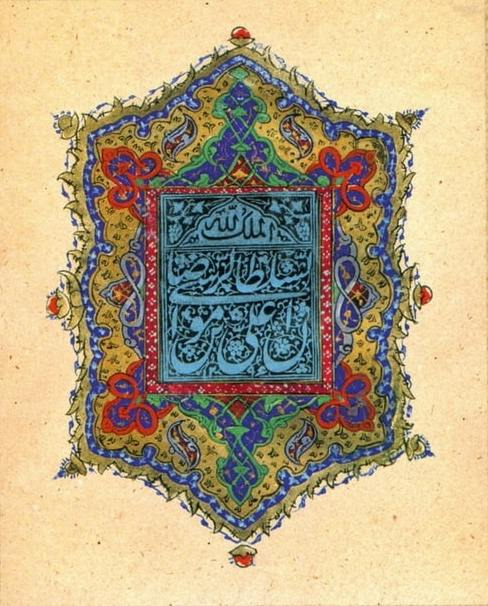
Zeremonielles Siegel des Astan Qods Razawi

Āstān-e Qods-e Razavi (persisch آستان قدس رضوی) ist die Verwaltungsorganisation, die den Imam-Reza-Schrein in Maschhad betreut. Der Name hat verschiedenste Schreibweisen (z. B. Astan-e Ghuds-e Razawi) und bedeutet etwa „Heilige Schwelle (= Palast, Grabmal) des Imam Ridhā (pers. Rezā)“. Ruhollah Chomeini nannte Āstān-e Qods Herz des Iran.
Es ist die größte Stiftung sowie der größte Grundbesitzer des Landes. Ihr gehören mehrere Banken, Fabriken, Firmen, Hotels, Läden, Museen, Bibliotheken und weitere Institutionen. Āstān-e Qods-e Razavi ist eine der ältesten Organisationen, die seit dem Tod vom Imam Rezā vor etwa 1200 Jahren existiert. Das Haupteinkommen der Institution sind Schenkungen, Spenden und andere Überschreibungen an den Imam-Rezā-Schrein. Die Marke Razavi stellt über 100 verschiedene Produkte in eigenen Fabriken her, der Stiftung gehören allein im Stammsitz, der Region Maschhad, ca. 700 ha Land, einschließlich der Freihandelszone Sarachs. Die Organisation ist als religiöse Stiftung steuerbefreit und der derzeitige Leiter ist Ajatollah Abbas Waizh Tabassi.

## Geschichte

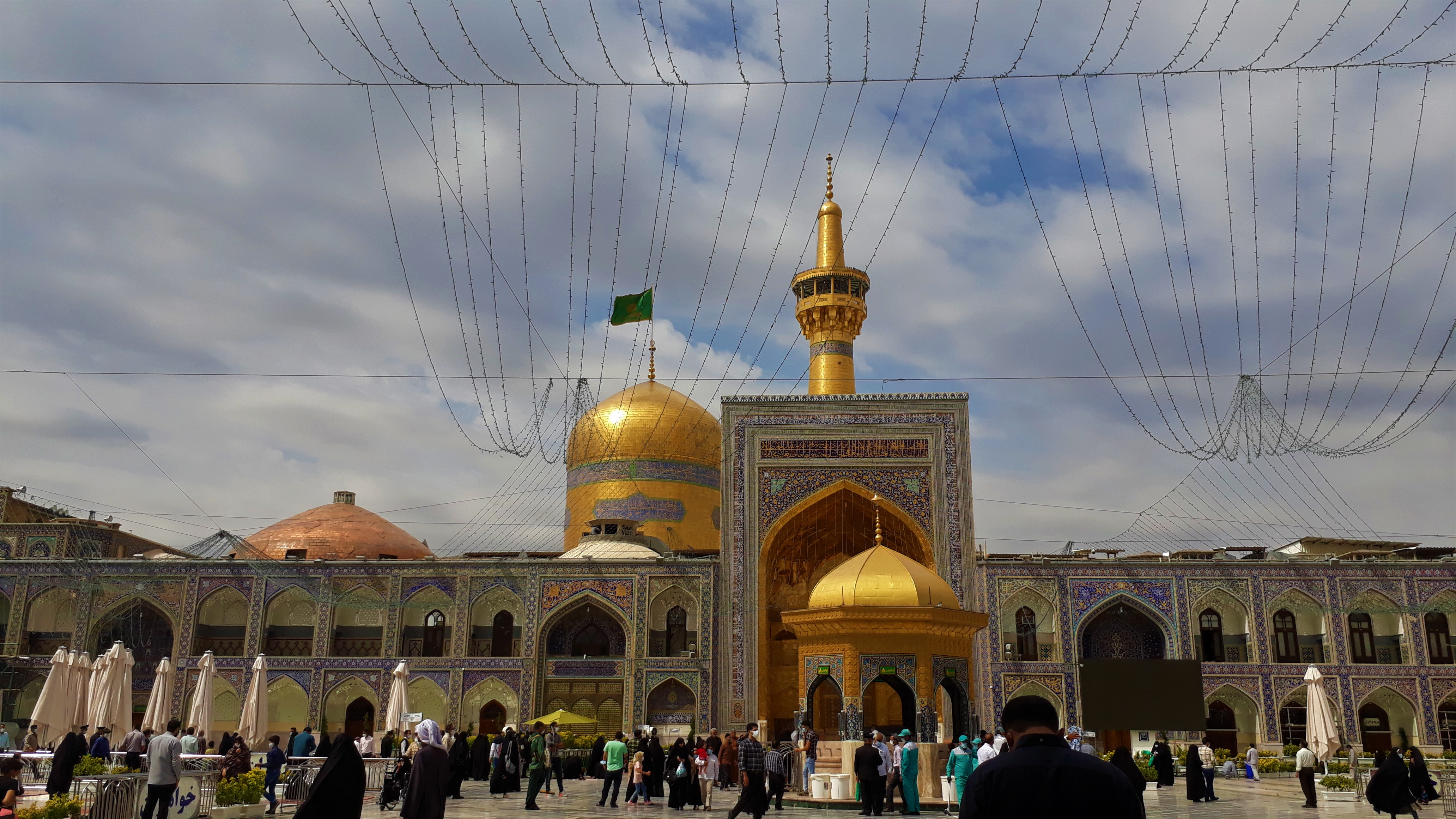
Schrein des Heiligen Reza

Im Jahr 818 starb der achte Imam Reza einen „Märtyrertod“. Das kleine Dorf, wo dies geschah, trug von da an den Namen „Ort des Märtyrers“, das heutige Maschhad. Gegen Ende des Jahrhunderts wurde ein Schrein errichtet und zahlreiche Pilger besuchen diesen seitdem. Im Jahr 993 wurde der Schrein jedoch zerstört, aber der Wiederaufbau folgte kurz darauf und er wurde erweitert und verschönert. Der Ausbau setzte sich über viele Jahre fort, bis der Schrein eine Grabkammer, eine Kuppel und eine angeschlossene Moschee hatte und das Dorf zu einer Stadt wuchs. Im 14. Jahrhundert umfasste der Besitz von Āstān-e Qods-e Razavi den Schrein, die Bālā-Sar-Moschee, einige kleine Gebäude an der Nordseite des Schreins und ein religiöses Seminar. Der Aufstieg der Safawiden zur Macht bedeutete nicht nur, dass die Schia nun Staatsreligion wurde, sondern damit auch, dass der Imam-Rezā-Schrein zu einer der bedeutendsten Pilgerstätten des Islam aufstieg. Da der Schrein in einem Grenzgebiet lag, wurden auch beständig Festungsanlagen um ihn und die Stadt errichtet.
Die Stiftung selbst verlor dann unter der Herrschaft Reza Schah Pahlavis an Besitz, da dieser die Säkularisierung im Land vorantrieb, die den Iran in die Moderne befördern sollte. Einige Teile der Stiftung wurden in diesem Zuge verstaatlicht. Sein Sohn Mohammad Reza Pahlavi lockerte zwar den Kurs gegenüber der Religion, jedoch erhielt die Stiftung erst nach dessen Sturz ihren verlorenen Besitz zurück und expandierte ihn seither beständig. Nach der iranische Revolution 1979 ernannte der Revolutionsführer Ajatollah Chomeini den Ajatollah Abbas Waizh Tabassi zum Verwalter der Stiftung. Dieser beanspruchte alles Eigentum zurück sowie auch Verdienste und Erwerbe, die auf der Grundlage von Stiftungsbesitz erworben wurden.
Seitdem wurde das Kapital der Stiftung auch dafür verwendet, den Besitz der Stiftung finanziell zu stützen, was dazu führte, dass Āstān-e Qods-e Razavi heute wie ein steuerbefreiter Großkonzern agiert und nicht mehr nur dem Erhalt der Pilgerstätte und der Versorgung von Kranken, Armen, Waisen und eben Pilgern dient. Nach eigener Aussage sollen Gewinne aus den Schenkungen und Reinvestitionen in soziale und kulturelle Projekte gesteckt werden, jedoch hat sich das Gesamtvolumen der Stiftung im Vergleich zu den vergangenen 1200 Jahre des Bestehens vervierfacht, was diese Behauptung sehr zweifelhaft erscheinen lässt.

## Aufbau
Neben der Leitung, deren Vorsitz der Stiftungsverwalter Ajatollah Tabassi innehat, teilt sich Āstān-e Qods-e Razavi in vier weitere Büros. 
Das Büro für Unterstützungs- und Planungsaufgaben befasst sich mit den Spenden der Stiftung, erstellt Finanzierungspläne und gibt Budgets aus. Des Weiteren kümmert sich dieser Teil um die Expansionen und bewertet entsprechende Pläne dazu. Andere Aufgaben sind noch der Schutz der Anlagen, Informationsbeschaffung und Verarbeitung sowie Öffentlichkeitsarbeit. Der Leiter der Abteilung ist Scharbat Dar.
Das Büro für technische Angelegenheiten und die Entwicklung der Schenkungen teilt sich wiederum in zwei Untereinheiten. Das Gebäude-Dezernat überwacht, sichert und erhält den Grundbesitz und das Dezernat für technische Anlagen dient zum Anschluss und zur Wartung der Betriebsinfrastruktur. Leiter ist der Ingenieur Ataee.
Das Büro für Eigentum und Vermögen regelt Angelegenheiten des städtischen Raumes, wie den Erwerb von Genehmigungen, rechtliche Belange und verfolgt auch Schuldner und Personen, die gegen Stiftungsrecht verstoßen haben. Weiterhin ist es mit der Verwaltung der Anlagen, wie zum Beispiel der Vermietung oder der Dokumentation über die Anlagen betraut. Leiter dieser Abteilung ist Mahdi Neschad.
Das letzte der vier ist das Büro der heiligen Plätze und Vorschriften, das in erster Linie alle religiösen Einrichtungen und Angelegenheiten behandelt. Dazu gehören die Wartung des Schreins und der Moschee oder die Versorgung und Hygiene der Pilger. Zudem stehen besondere Anlässe und Zeremonien unter ihrer Verantwortung. Herr Alavi ist Leiter dieser Unterabteilung.

## Besitz von Astan-e Qods-e Razavi
Zur Liste der Besitztümer gehören unter anderem ein Koran aus dem Jahr 1015 oder auch diverse Kunstobjekte, die im eigenen Museum aufbewahrt werden, aber auch finanzstarke Wirtschaftskonzerne.

### Printmedien
- Quds Daily
- Za'ir-Magazin
- Haram-Magazin
- Behnashr-Verlag
- Druckereien und weitere Verlage

### Kultur- und Bildungsinstitute
- Imam Reza (A.S.)-Universität
- Islamische Forschungsstiftung
- Jugendberatung und Sozialforschungsinstitute
- Razavi-Kulturstiftung
- Kunst- und Medieninstitutionen
- Museen zu Āstān-e Qods-e Razavi
- Malek-Bibliothek und Nationalmuseum
- Dārul-Qurān von Āstān-e Qods-e Razavi
- Zentralmuseum von Āstān-e Qods-e Razavi
- Oberster Kulturrat
- Zentralbibliothek von Astan Quds Razavi
- Razavi-Universität der Islamwissenschaften
- Direktorat der Verbreitung des Islam und der auswärtigen Beziehungen
- Büro für internationale Beziehungen
- Zentrum für die gegenwärtigen Angestellten von Āstān-e Qods-e Razavi

### Wirtschaftsinstitute
- Wirtschaftsorganisation von Āstān-e Qods-e Razavi
- Unternehmen Behnashr
- Unternehmen im Teppichhandel
- Versicherungsunternehmen
- Dosen- und Gefrierprodukt-Unternehmen
- Kenebist-Farm
- Bau- und Hausverwaltuns-Unternehmen
- Mehlproduktions-Unternehmen
- Samen-Pharmazeutik-Unternehmen
- Brotherstellung
- Holzverarbeitende Industrie
- Molkereien
- Obstplantagen
- Landwirtschaftsbetriebe von Āstān-e Qods-e Razavi
- Industrie-, Minen-, Entwicklungs- und Service-Anlagen von Āstān-e Qods-e Razavi
- Razavi-Maklerfirma
- Razavi-Transportfirma

### Gesundheitsinstitute
- Körperertüchtigungsorganisation von Āstān-e Qods-e Razavi
- Ärztliche Versorgung
- Pharmazeutische Institute
- Razavi-Krankenhaus

### Sozialinstitute
- Sozialhilfe für die Pilger des Imam-Rezā-Schreins
- Wohlfahrtsinstitutionen und Services von Āstān-e Qods-e Razavi
- Sportkomplex Āstān-e Qods-e Razavi in Maschhad, Iran

### Weitere Institute
- Internationaler Kongress zu Imam Rezā